# Платок
Плато́к (уменьш., от церк.-слав. плат, родств. рус. полотно́) — отрез ткани, обычно квадратный (или треугольный), используемый в качестве элемента одежды (или дополняющий её).

## Виды
| Фото   | Название                         | Описание |
| ------ | -------------------------------- | --- |
|        | Апостольник                      | Головной платок русской монахини, с вырезом для лица, ниспадающий на плечи и покрывающий равномерно грудь и спину. По длине может достигать живота. |
|        | Бандана                          | Головной убор в виде косынки (или платка) большого размера. Традиционно банданы изготавливаются из разноцветной ткани с узорами. Банданы повязывают как на лоб, так и вокруг шеи (шейный платок). |
|        | Канзу                            | Тонкий сложенный по диагонали квадратный платок (или косынка) большого размера с длинными концами, перекрещёнными на груди и завязанными на талии, из лёгкой ткани (тюля, кисеи, батиста) или кружев. Прикрывал шею и декольте. |
|        | Кашне                            | Шейный платок, которым укрывают шею и нижнюю часть лица, включая нос, в холодную и сырую ветреную погоду. |
|        | Келагаи                          | Шёлковый платок, азербайджанский национальный женский головной убор. |
|        | Косынка                          | Треугольный (чаще ситцевый) платок. |
|        | Кустышки                         | Часть головного убора русского традиционного костюма Архангельской области. Кустышки представляют собой широкий платок из тафты красного цвета, сложенный в полосу шириной около 12 см и завязанный на повойник таким образом, чтобы узелок располагался на лбу, а кончики платка торчали в разные стороны. |
|        | Куфия                            | Мужской головной платок, популярный в арабских странах. |
|        | Марама                           | Крымскотатарский традиционный женский головной платок. |
|        | Мокуа                            | Традиционный головной платок вьетских женщин. |
|        | Носовой платок                   | Небольшой кусок ткани для сморкания и вытирания носа, употребляется также для обтирания рта и лица или имеет исключительно декоративную функцию. |
|        | Мужской нагрудный платок         | Небольшой кусок ткани, используемый в качестве дополнения к мужскому костюму. |
| Орамал | Орамал                           | В Средней Азии подобные повязки носили всадники в жаркую погоду вместо шапки. До распада СССР и появления иностранных миссионеров из исламских стран мусульманки Средней Азии завязывали наподобие банданы традиционный платок («орамал»). И сегодня, несмотря на активную каноническую и кораническую проповедь молодыми и старыми муллами, закончившими иностранные и местные медресе, шариатской формы одежды (хиджаба), многие пожилые женщины продолжают завязывать платок в форме банданы. |
|        | Оренбургский пуховый платок      | Разновидность пухового платка оригинальной вязки в русских традициях. |
|        | Павловопосадские набивные платки | Разновидность русского национального платка. |
|        | Повойник                         | Старинный русский головной убор замужних женщин, главным образом крестьянок, чаще всего платок. |
|        | Убрус                            | Восточнославянский женский головной платок. |
|        | Фишю                             | Тонкий треугольный (или сложенный по диагонали квадратный) платок из лёгкой ткани (муслина, батиста) или кружев, прикрывавший шею и декольте. |
|        | Хиджаб                           | Головной платок, который носят женщины, живущие в соответствии с требованиями шариата (адат позволяет завязывать платок иным способом). |
|        | Шаль                             | Большой вязаный или тканый платок. |
|        | Шейный платок                    | Устаревший вид галстука; в XXI веке используется в качестве шарфа. |